# Melodija

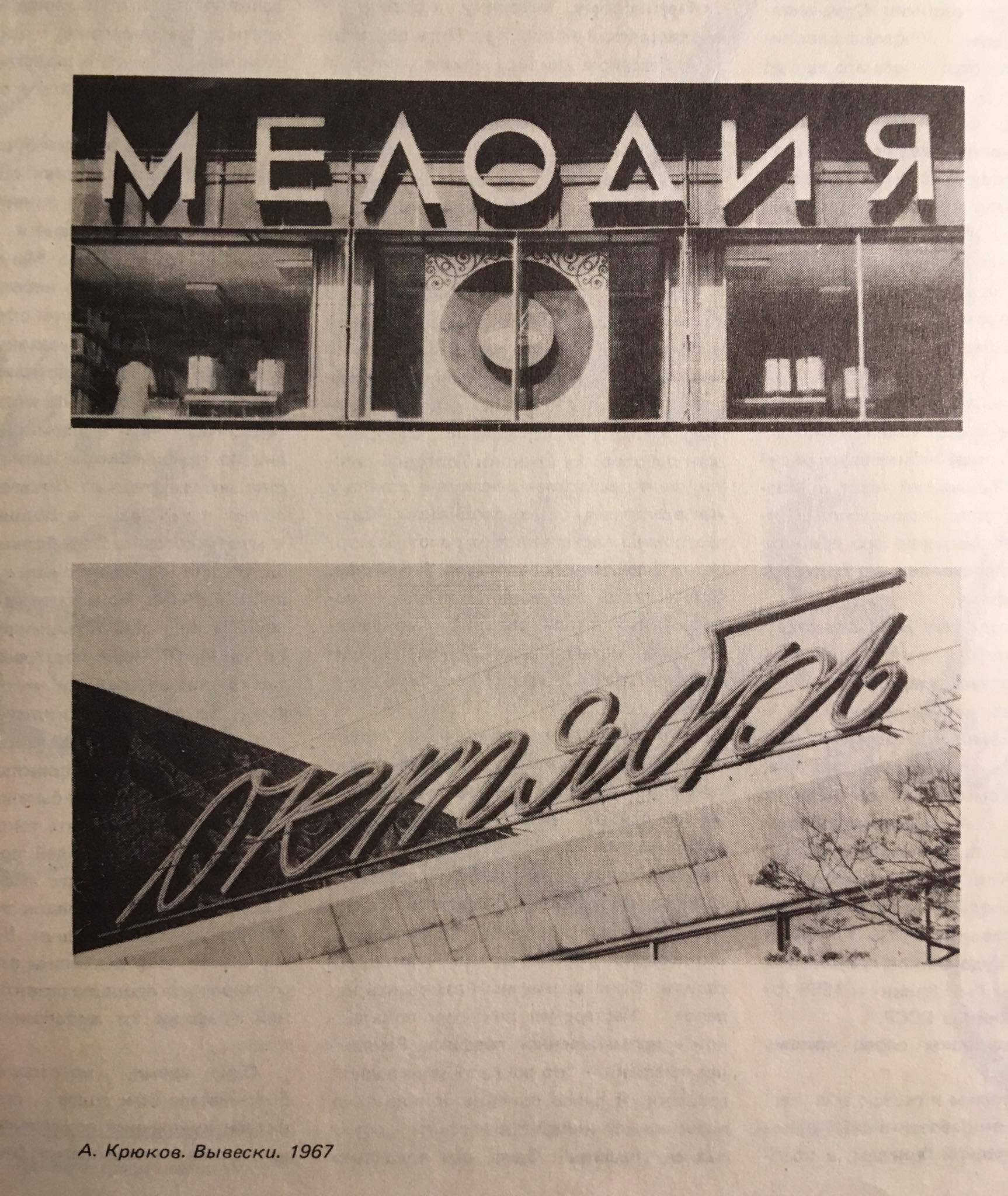
Zwei Schriftlogos des Plattenlabels

Melodija (russisch Мелодия, englische Transkription Melodiya) ist ein russisches Plattenlabel. Es befand sich in Staatsbesitz der damaligen UdSSR und war ihr größtes Plattenunternehmen.

## Geschichte zur Zeit der UdSSR
Von der Gründung bis etwa Mitte der 1980er Jahre war Melodija nicht nur das einzige offizielle Plattenlabel der UdSSR, sondern auch das Monopolunternehmen für Schallplattenproduktion und Schallplattenhandel. Melodija unterhielt Tonstudios, Schallplattenfabriken und Schallplattengeschäfte in der ganzen Sowjetunion. Die zu veröffentlichenden Titel wurden auch nach ideologischen Gesichtspunkten ausgewählt. Was nicht dem offiziellen Standpunkt entsprach, musste den alternativen Weg des so genannten Magnitisdat gehen: Livekonzerte oder Auftritte im engsten Kreis wurden per Tonband mitgeschnitten und dann als Kopie verbreitet.
Zur Sowjetzeit hatte Melodija 120.000 Mitarbeiter, davon allein 40.000 in den Plattenläden des Staatslabels. Die Produktionsstätte der Melodija-Schallplatten befand sich in der Stadt Aprelewka bei Moskau.
Die Preise der Schallplatten waren sehr gering. Eine Langspielplatte kostete einen Rubel und 25 Kopeken. Das entsprach vier DDR-Mark.

## Nach der UdSSR
Nach dem Zerfall der Sowjetunion sah es zunächst so aus, als würde der ehemalige Monopolist zusammenbrechen, jedoch rettete er sich mit seinem Kerngeschäft, der Veröffentlichung von Tonträgern, vor dem vollständigen Kollaps. Von 1991 bis 2003 arbeitete Melodija in Kooperation mit dem westlichen Major-Label BMG.
Bekannt war Melodija vor allem Ende der 1980er Jahre wegen der Zusammenstellung von Samplern westlicher Künstler für den sowjetischen Markt, wie Led Zeppelin oder The Doors, die so in anderen Staaten nicht erhältlich waren. In die internationalen Schlagzeilen kam das Label auch noch durch die strittige Vermarktung des labeleigenen Klassikkatalogs durch ein US-amerikanisches Unternehmen.

## Aktuelle Situation
Gemessen an den dortigen Niederlassungen der internationalen Plattenlabels ist Melodija heute ein eher kleines Unternehmen. Im Februar 2020 verkaufte der russische Staat Melodija für 329,6 Millionen Rubel an das russische Unternehmen Formax.